# Abdulla Aripov
Abdulla Aripov (Tashkent, 24 maggio 1961) è un politico uzbeko, primo ministro dell'Uzbekistan dal 2016.

## Biografia
Nato nel maggio 1961 a Tashkent, si è laureato nel 1983  presso il Tashkent Institute of Communication and Electrical Engineering (ora Tashkent University of Information Technologies). Sino al 1992 ha lavorato come ingegnere presso la stazione telefonica di Tashkent, quindi è diventato 
vicedirettore della società di commercio estero "Uzimpeksaloqa", nel 1995  Direttore generale dell'impresa "TashAfinalAL".
Il 30 maggio 2002 Aripov è stato nominato Vice Primo Ministro dell'Uzbekistan (responsabile delle questioni relative alle tecnologie dell'informazione e delle telecomunicazioni e dell'Agenzia delle comunicazioni e dell'informazione dell'Uzbekistan). Poi da ottobre 2009  sovrintende alla Sfera Sociale, Scienza, Educazione, Salute, Cultura e responsabile dei contatti con i partner della CSI. Il 4 febbraio 2005 Aripov è stato confermato Vice Primo Ministro cos come è stato nuovamente riconfermato nel settembre 2016.
Il 14 dicembre 2016 è stato nominato dal Partito Liberal Democratico  Primo Ministro.

## Vita privata
Aripov è sposato e ha cinque figlie. Ha ricevuto i premi statali Ordens "Do'stlik" e "Mehnat shuhrati" (Friendship and Labor Glory).